# Pfarrkirche Obermeisling

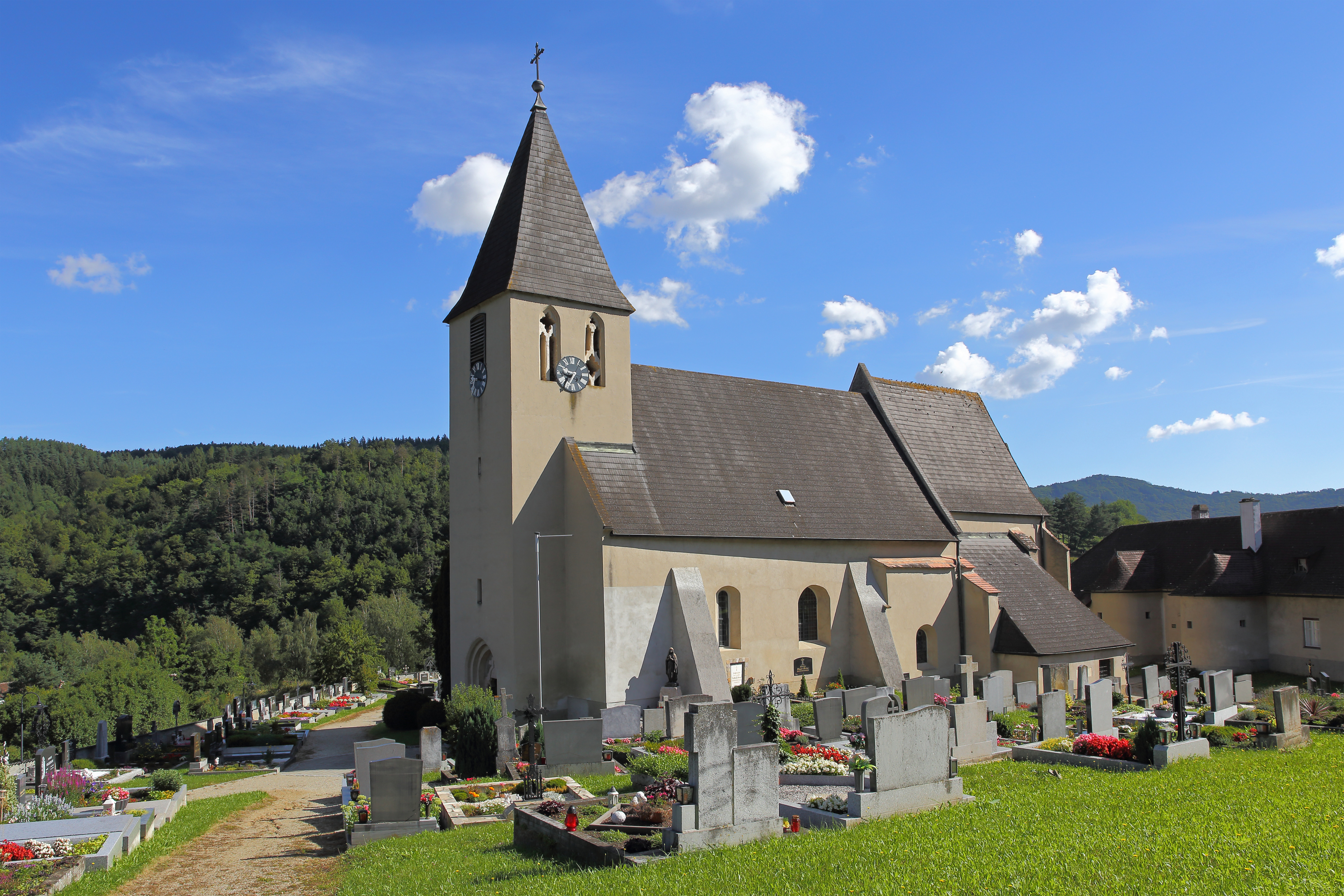
Pfarrkirche hl. Stephan (2016)

Die Pfarrkirche hl. Stephan ist eine römisch-katholische Kirche im Kirchort und Straßendorf Obermeisling in der Gemeinde Gföhl in Niederösterreich.

## Pfarrkirche
Die dem hl. Stephan geweihte, ehemalige Wehrkirche steht erhöht über einer Flussschlinge der Krems und ist von einem Friedhof umgeben. Die erste Pfarre ist in der Mitte des 11. Jahrhunderts verödet. Im Jahre 1111 wurde wieder eine Kirche geweiht. 1212 wurde sie dem Stift Lilienfeld inkorporiert.

## Baugeschichte
Eine romanische Hallenkirche mit axial vorgesetztem Westturm, einem später, zur Achse leicht verschoben angesetztem, höherem Ostchor wurde nach Norden durch den Anbau eines gotischen Seitenschiffs und einer Marienkapelle mit Fünfachtelschluss in derselben Achse erweitert. Dabei wurde die ursprünglich romanische Nordwand der Halle in drei Säulenbögen aufgelöst. An den Chor wurde im Süden die Sakristei angebaut.

## Außen
Die Kirche ist ein unsymmetrischer zweischiffiger Bau unter einem Satteldach, hervorgegangen aus einer romanischen Halle mit Westturm und höherem gotischem Chor im Osten. Nach Norden wurde sie um ein halb so breites gotisches Schiff mit einer später barockisierten Marienkapelle in derselben Achse erweitert. Die gotischen Teile: das nördliche Schiff und die Fünfachtelschlüsse sind durch Strebepfeiler verstärkt (zwei Wappenschilder). Durch das spätgotische Schulterbogenportal in einem Spitzbogengewände mit Tympanon mit seicht eingeschnittenem Dreipass und eingemauerter Kopfskulptur des in die westliche Giebelfront eingestellten wuchtigen Turms aus dem 14. Jahrhundert mit einem hohen Pyramidenhelm kommt man durch eine kleine Vorhalle von Westen in die Kirche. Von Norden führt ein reich gestäbtes Schulterbogenportal von 1503 in das Seitenschiff. Der leicht überhöhte Chor, wie auch die Marienkapelle mit einem Fünfachtelschluss, ist steht leicht verschoben zur Hauptschiffachse. Er hat einen Dacherker mit einem spätmittelalterlichen Rechteckfenster. In der Marienkapelle nördlich des Chores finden sich Reste von Rundvorlagen und schmale Spitzbogenfenster mit Maßwerknasen, südlich des Chores ist ein eingeschoßiger Sakristeianbau.
Eine Grabplatte, vermutlich aus dem 14. Jahrhundert, zeigt, stark verwittert, ein Scheibenkreuz auf einem schematisierten Hügel.

## Innen
Das zweischiffige dreijochige Langhaus hat im breiteren Hauptschiff, im Kern romanisch und aus dem 14. Jahrhundert, ein gedrücktes Kreuzgratgewölbe mit angeputzten Rippen und Scheibenschlusssteinen. Das Gewölbe wurde im 16. Jahrhundert erneuert. Im westlichen Joch des Hauptschiffes ist eine Empore von 1980. Die Vorhalle im Turm ist kreuzrippengewölbt. Das nördliche Seitenschiff ist durch Spitzbogenarkaden auf Achtseitpfeilern zum Hauptschiff geöffnet und hat in einer stark steigenden Gewölbeschale ein zum Teil durchstäbtes Netzrippengewölbe. An einer Astwerkkonsole an der östlichen Arkade ist das Gewölbe mit 1518 datiert. Ein spitzbogiger Triumphbogen mit polygonaler Vorlage trennt das Hauptschiff vom einseitig eingezogenen Chor mit quadratischem Joch und einem Kreuzrippengewölbe auf abgewellten Anläufen aus dem 14. Jahrhundert. Die nördliche, einjochige Marienkapelle mit Kreuzrippengewölbe auf Bündeldiensten, die die umlaufende Sohlbank durchstoßen, ist durch einen stark eingezogenen Triumphbogen mit dem nördlichen Seitenschiff verbunden.
Das Kircheninnere wurde am Anfang des 18. Jahrhunderts barockisiert, dabei wurden die Wand- und Gewölbeflächen sowie die Rippen, Dienste und Schlusssteine mit zartem Stuck versehen, mit Akanthusblatt und Efeuranken in symmetrischer Anordnung. Ein Glasfenster aus 1927 zeigt den Heiligen Johannes der Täufer.

## Besonderheit
Im Dachgebälk der Kirche ist die größte Fledermauskolonie Niederösterreichs beheimatet. Circa 3.000 Großes-Mausohr-Weibchen bringen dort nach 60 Tagen Tragzeit ein Junges zur Welt. Pro Jahr vertilgt diese Kolonie mehr als 5.000 Kilogramm an Insekten.

## Pfarrhof
Östlich der Kirche gelegen, in die Kirchhofmauer integriert, steht der Pfarrhof, eine eingeschoßige Anlage um einen Rechteckhof mit Walmdach, vermutlich mit älterem Kern. Die Eingangsseite zur Kirche wird von zwei wuchtigen halbrunden, turmartigen Vorbauten flankiert. Im Inneren gibt es Stichkappengewölbe und Flachdecken mit Putzschnittspiegeln.